# Hottorf

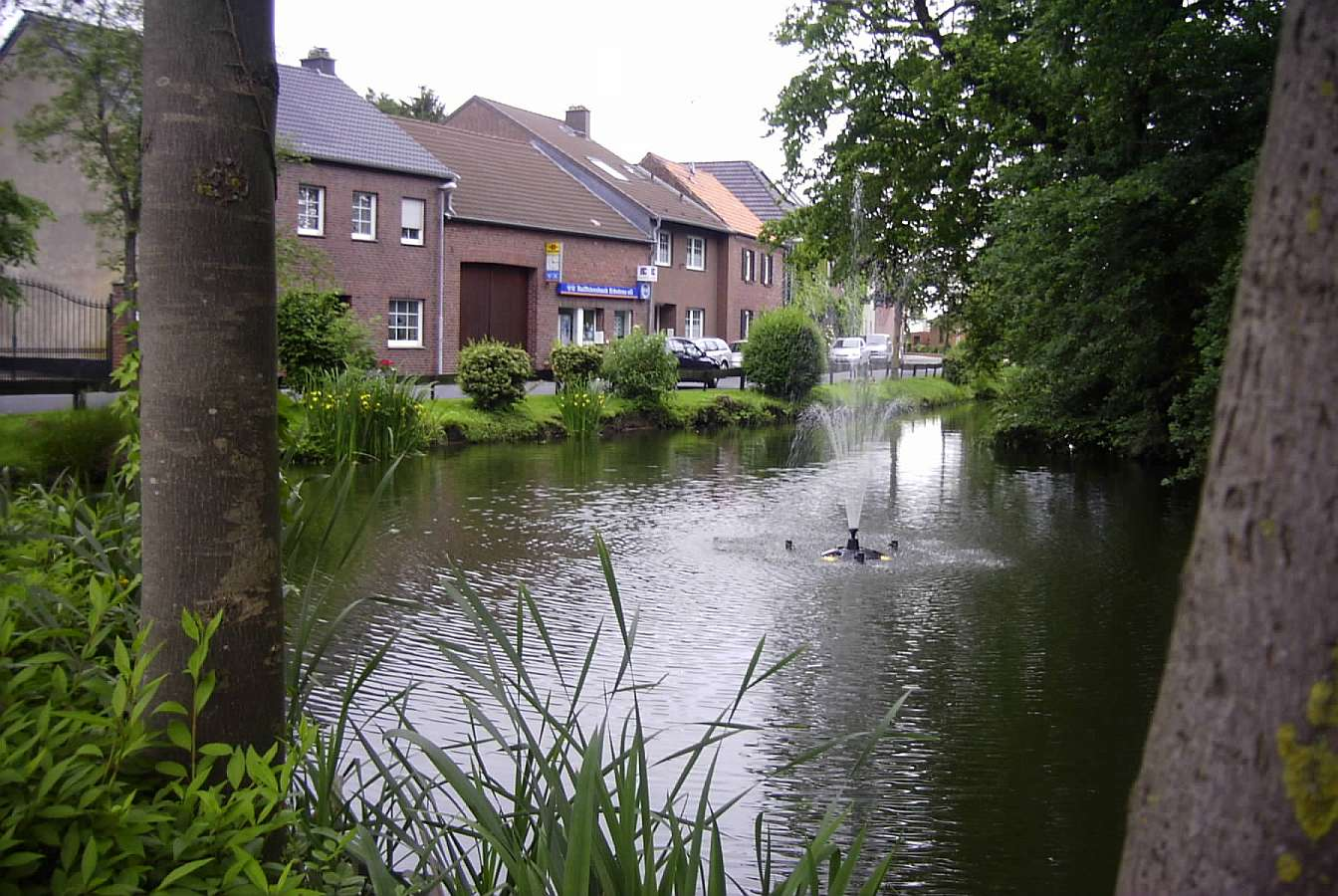
Hottorfer Maar

Hottorf ist ein ländlicher Ortsteil der Stadt Linnich im Kreis Düren.

## Geographie
Das Dorf liegt zwischen Gevenich und Kofferen im Westen und Ralshoven im Osten. Die Pfarrkirche St. Georg befindet sich am südlichen Ortsrand. Im Zentrum gruppieren sich die Häuser um einen „Maar“ genannten Dorfweiher mit einer von Bäumen dicht bewachsenen Insel. Diese Insel war einst eine Motte (Burg).

## Geschichte
Der alte Name des Dorfes, Hotorp, Hoetorp, Hottorp bzw. Hodorp, weist, wie beim nahegelegenen Gevelsdorf, auf eine deutlich frühere Entstehung, um das Jahr 800, hin. Im Schwedischen steht der Begriff torp für einen einsam gelegenen, kleinen Bauernhof.
Die ursprüngliche Namensbedeutung „Holzdorf“ verweist auf die früher vorhandenen Gehölze der Jülicher Börde, insbesondere den Buchholzbusch, der sich bis Mitte des 19. Jahrhunderts noch nördlich bis Lövenich und Katzem erstreckte.
1340 wurde in Hottorf eine Kapelle errichtet. Das Kirchenpatronat hatten zunächst die Herren von Palant und Breitenbend und später die Deutschordenskommende in Siersdorf. In einer Urkunde vom 21. Mai 1366 findet sich neben einem Ritter Rabodo von Kinzweiler (Råboyde van Kentzwile), dem Vater seiner Ehefrau Poele, der Ritter Hermann van Hotorp. 
Zur Zeit der französischen Herrschaft um 1800 war Hottorf eine eigenständige Mairie. Zwischen Hottorf und der nördlichen Nachbargemeinde Lövenich lag bis zur vollständigen Rodung in der Mitte des 19. Jahrhunderts der Buchholzbusch, der nach alten Buschordnungen seit dem Mittelalter gemeinschaftlich genutzt wurde.
Im Dorf liegt ein ehemaliges Rittergut. Der Meerhof gehörte im 15. Jahrhundert der Familie von Müntz, dann von Horrich. Im 17. Jahrhundert von Oidtmann, ab 1837 von Meer. Zweimal brannte das Gut ab; im 19. Jahrhundert und im Zweiten Weltkrieg. Von der ursprünglichen Anlage sind an den Ecken des Hofes noch zwei runde Türme erhalten. Der Hof ist heute ein Baudenkmal.
Am 1. Juli 1969 wurde Hottorf nach Linnich eingemeindet.

## Kirche

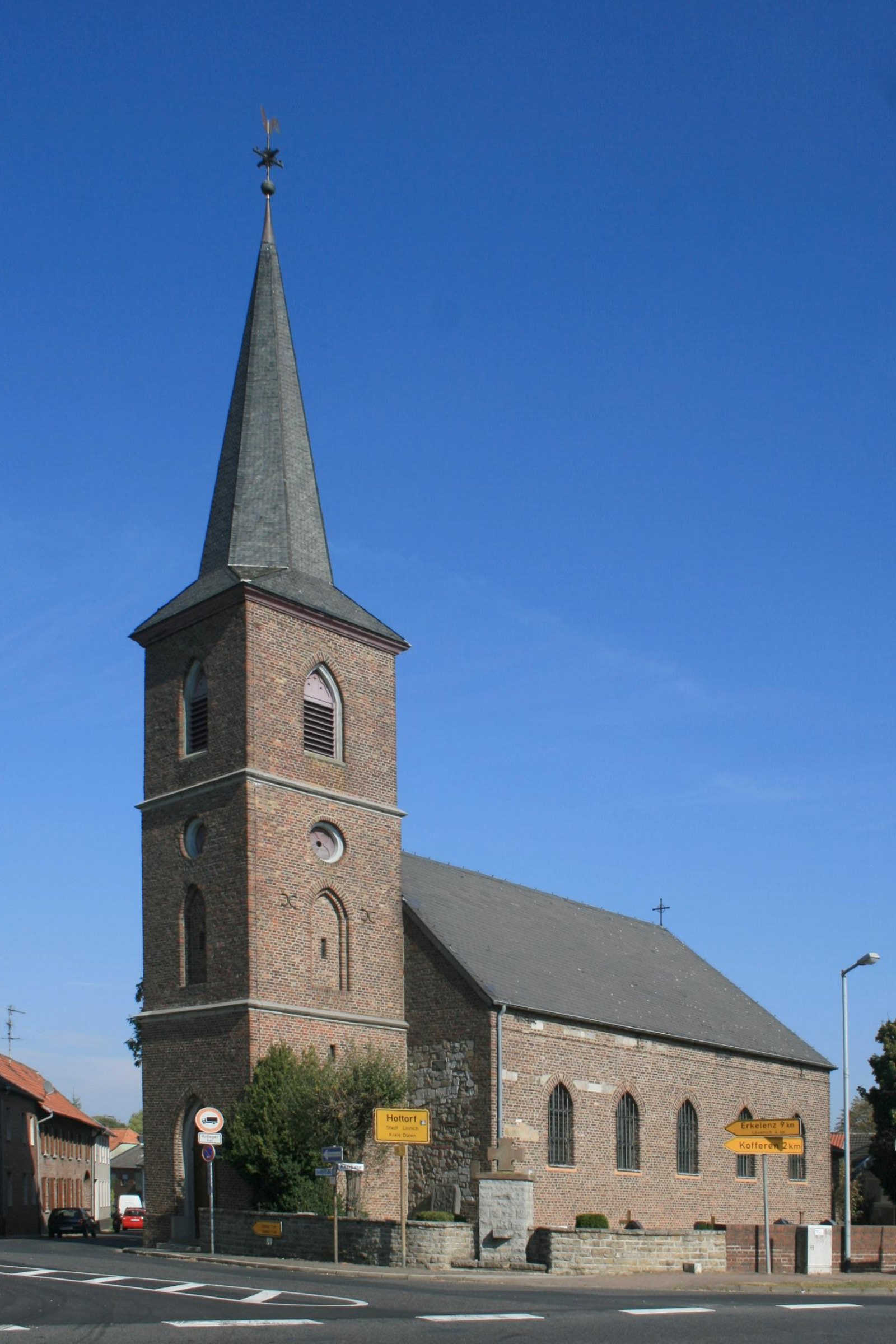
Kath. Pfarrkirche St. Georg

Die Kirche St. Georg ist die römisch-katholische Pfarrkirche von Hottorf.

## Verkehr
Die AVV-Buslinie 287 des Rurtalbus verbindet Hottorf mit den Nachbarorten sowie mit Linnich und Titz. Bis zum 31. Dezember 2019 wurde diese Buslinie vom BVR Busverkehr Rheinland bedient. Zusätzlich verkehrt zu bestimmten Zeiten ein Anruf-Sammel-Taxi.
| Linie | Verlauf |
| ----- | --- |
| 287   | (Linnich Rathaus –) Linnich-SIG Combibloc – Kiffelberg – (Tetz – Boslar – Hompesch – Müntz) / (Gevenich – Kofferen – Hottorf) – Hasselsweiler / (Ralshoven – Gevelsdorf) – Titz                                                                                           |
| AST   | AnrufSammelTaxi: Mo–Fr abends, Sa nachmittags/abends, So Jülich Bf/ZOB – Jülich Innenstadt – Koslar / Merzenhausen – Barmen – Floßdorf / Erzelbach / Boslar – Welz / Ederen / Rurdorf – Kofferen / Hottorf – Gereonsweiler – Gevenich / Kiffelberg – Glimbach – Körrenzig |

## Vereine
- Dorfgemeinschaft Hottorf
- Maarschützen Hottorf e. V. 1985
- Pferdefreunde St. Georg e. V.
- Hottorfer Sportverein (inaktiv)
- Kirchenchor St. Cäcilia Hottorf (inaktiv)

## Söhne und Töchter des Ortes
- Goswin Frenken (1887–1945), deutscher Philologe, Literaturwissenschaftler und Opfer des Nationalsozialismus